# Birket El Arous
Birket El Arous (en àrab: العروس بركة; títol internacional: Riverbed) és una pel·lícula libanesa del 2022 dirigida per Bassem Breche.

## Sinopsi
La pel·lícula narra la història de Salma (Carol Abboud), una dona de mitjana edat que viu sola, i la rutina de la qual es trenca en reaparéixer a la seua vida la seua filla embarassada, Thuraya (Omaya Malaeb).

## Recepció
La pel·lícula, que suposava el debut en la direcció de llargmetratges del seu director, va ser estrenada al Festival Internacional de Cinema del Caire, en la secció Horitzons del cinema àrab. La pel·lícula rebé el premi especial del jurat, i l'intérpret principal, Carol Abboud, va rebre el guardó a millor actriu.
També va participar en la XXXVIII edició de la Mostra de València, on va ser presentada per una de les actrius protagonistes, Omaya Malaeb. Es donà el cas que la pel·lícula havia de ser presentada pel seu director, Bassem Breche, qui no va poder viatjar a València per mor de la inseguretat causada per la Operació Inundació d'Al-Aqsa.
El 28 d'octubre, es va anunciar que el jurat l'havia seleccionada com la millor pel·lícula de la secció oficial del festival.